# James Paisible
Jacques Paisible, także James Peasable, James Paisible (ur. ok. 1656 we Francji, pochowany 17 sierpnia 1721 w Londynie)  – francuski kompozytor i instrumentalista okresu baroku, który przez ok. 40 lat działał w Londynie.
Paisible przybył do Londynu we wrześniu 1673 roku, jako jeden z 4 oboistów towarzyszących operowemu kompozytorowi francuskiemu Robertowi Cambertowi. Paisible poślubił śpiewaczkę i kochankę króla Karola II Moll Davis w 1682 roku .
Komponował muzykę ilustracyjną do przedstawień teatralnych. Niektóre jego utwory były tak dobre, że przypisywano ich autorstwo Henry’emu Purcellowi (1659–1695) .